# Polygonatum stewartianum
Polygonatum stewartianum är en sparrisväxtart som beskrevs av Friedrich Ludwig Diels. Polygonatum stewartianum ingår i släktet ramsar, och familjen sparrisväxter. Inga underarter finns listade i Catalogue of Life.